# نرادواران
نَرّادواران (نام علمی: Abietoideae) نام یک زیرخانواده از خانواده کاجیان است.